# Bataille de Namdaemun
La bataille de Namdaemun (hangeul : 남대문 전투) est une insurrection visant les forces japonaises présentes en Corée le 1er août 1907 après la dissolution de l'armée coréenne (ko) à la suite de la signature du traité nippo-coréen de 1907.
Le site des affrontements, la porte de Namdaemun, correspond aujourd'hui à l'actuelle localisation de la Chambre coréenne de Commerce et d'Industrie. 
En juin 1907, l'empire du Japon force l'empereur Sunjong à abdiquer du trône de l'Empire coréen et à dissoudre les forces armées nationales. Une révolte éclate en conséquence.